# Scânteia, Iași
Scânteia là một xã thuộc hạt Iași, România. Dân số thời điểm năm 2002 là 4241 người.